# Вильяррика (Чили)
Вильяррика (исп. Villarrica) — город  в Чили. Административный центр одноимённой коммуны. Население — 27 408 человек (2002).   Город  и коммуна входит в состав провинции Каутин  и области Араукания.
Территория коммуны —  1291,1 км². Численность населения — 52 934 жителя (2007). Плотность населения — 41 чел./км².

## Расположение
Город  расположен на юго-западном побережье одноимённого озера в 69 км на юго-восток от административного центра области города Темуко.
Коммуна граничит:
- на севере — c коммуной  Кунко
- на востоке — с коммуной Пукон
- на юге — c коммуной Пангипульи
- на западе — c коммунами Питруфкен, Лонкоче
- на северо-западе — c коммуной  Фрейре

## Демография
Согласно сведениям, собранным в ходе переписи Национальным институтом статистики,  население коммуны составляет 52 934 человека, из которых 26 439 мужчин и 26 495 женщин.
Население коммуны составляет 5,65 % от общей численности населения области Араукания. 34,73 %  относится к сельскому населению и 65,27 % — городское население.
В 2002 году 17,2 % населения коммуны составляли коренные жители, индейцы мапуче.

### Важнейшие населенные пункты коммуны
- Вильярика (город) — 27 408 жителей
- Ликан-Рай (поселок) — 2169 жителей
- Ньянкуль (поселок) — 1282 жителя